# 채충순
채충순(蔡忠順, ?~1036년 5월 15일(음력 4월 17일))은 고려의 문신이다. 본관은 음성으로 추정된다. 목종 때 중추원부사(中樞院副使)로서 현종을 옹립하였고, 거란 침입으로 남행하던 현종을 호종하여 보국공신(輔國功臣)에 책봉되었으며, 벼슬은 문하시랑평장사(門下侍郎平章事)에 이르렀다. 시호는 정간(貞簡)이다.

## 가족
광종 때 남당에서 고려로 귀화한 채인범(蔡仁範: 934~98년)의 아들임이 거의 확실하다. 〈채인범 묘지명〉에 따르면 채인범은 남당의 천주(泉州) 출신이며, 청하군대부인(淸河郡大夫人) 최씨(崔氏)와 결혼하여 낳은 아들이 현종 때 내사시랑(內史侍郞) 동내사문하평장사(同內史門下平章事) 감수국사(監修國史)에 올랐다고 기록되어 있다. 그런데 〈현화사비〉에 채충순의 관직을 적으면서 '내사시랑(內史侍郞) 동내사문하평장사(同內史門下平章事)'를 〈묘지명〉과 한 글자 틀리지 않게 똑같아 그의 아들이 현종 때의 재상인 채충순이며, 채충현(蔡忠顯)은 항렬자로 미루어보아 채충순의 배다른 아우일 가능성이 있는 것으로 보인다.

## 생애
목종 때 중추원부사(中樞院副使)가 되었다. 왕이 병석에 눕자 채충순이 유진(劉瑨)·최항(崔沆)과 함께 은대(銀臺)에서 숙직하였다. 하루는 왕이 채충순을 불러 침실로 들어오게 한 후 좌우를 물리치고, “과인은 병이 점점 회복되어 가고 있소. 그런데 바깥에서 왕위를 넘보는 사람이 있다는 소문을 들었는데 경은 알고 있소?” 라고 물었다. 채충순이, “신도 이 소문을 언뜻 들은 적이 있으나 그 실상을 확인하지 못했습니다.”라고 대답하자, 왕이 머리맡에 있던 편지를 집어 건네주었는데 그것은 유충정(劉忠正)이 올린 글이었다.
상서우복야(尙書右僕射) 김치양(金致陽)은 외람되게도 왕위를 넘보고서 사람을 시켜 선물을 뿌리며 심복들을 널리 심어놓고 있습니다. 저에게도 자신을 은밀히 도우라고 요구하기에 저는 분명히 깨우쳐준 후 거절하였습니다. 이 일을 감히 아뢰지 않을 수 없습니다.

다른 편지 한 통도 그에게 건네주었는데, 대량원군(大良院君) 왕순(王詢)이 올린 글이었다.
간악한 무리들이 사람을 보내어 협박하고 있습니다. 그들이 술과 음식을 보냈는데 신은 독약을 넣은 것으로 의심하여 먹지 않고 까마귀와 참새에게 주니 까마귀와 참새가 죽어버렸습니다. 상황이 이렇게 절박하니, 바라옵건대 성상께서 불쌍히 여겨 구원하여 주소서.

채충순이 편지를 보고 나서, “형세가 급박하니 빨리 조치를 취해야 합니다.”라고 아뢰었다. 왕은, “나의 병이 점점 위독하여 곧 세상을 뜰 것 같은데, 태조의 후손으로는 대량원군만 남아 있소. 경과 최항은 평소 충의를 지닌 신하이니 정성을 다하여 나라를 바로잡고 구원하여 사직을 다른 성(姓)에게 주지 않도록 하시오.” 라고 당부하였다.
채충순이 나와서 최항에게 전하자 최항도, “신도 항상 근심하였는데 지금 주상의 뜻이 이와 같으니 사직의 복입니다.”라고 동의하였다. 유충정이 감찰어사(監察御史) 고영기(高英起)를 보내어 채충순과 최항에게 다음과 같이 알렸다.
“지금 주상이 병석에 누워 계시고 간악한 무리들이 틈을 엿보므로, 사직이 다른 성씨에게 넘어갈까 두렵습니다. 주상의 병세가 위독해진다면 마땅히 태조의 후손을 후계자로 삼아야 합니다.”
채충순 등이 놀란 체하며, “태조의 후손이 어디 계시오?” 하고 반문하자, 고영기가, “대량원군이 바로 왕위를 계승할 수 있는 분입니다.” 하고 말하였다. 채충순 등도, “우리들도 이 소문을 들은지 오래 되었습니다. 당연히 하늘이 내린 분부를 따라야 합니다.”라고 호응하였다. 유충정이 다시 고영기를 보내어, “제가 직접 가서 이 일을 의논하고 싶으나 수행원이 많아 다른 사람에게 의심받을까 두려우니 두 분께서 왕림하여 주기 바랍니다.”라고 전하자, 채충순이 최항과, “이것은 사사로운 일이 아니라 진실로 종묘사직과 관련된 것이므로 가서 그를 만나야 합니다.”라고 의논한 후 그를 찾아가 마침내 결정을 내렸다.
그 때 대량원군은 삼각산(三角山)의 신혈사(神穴寺)에 있었다. 채충순이 대궐에 들어가 왕에게, “문반과 무반 각 한 사람씩을 뽑아 군교(軍校)를 거느리고 가서 맞이해야 합니다.”라고 건의한 뒤 최항 및 고영기 등과 의논하여 선휘판관(宣徽判官) 황보유의(皇甫兪義)를 천거하였다. 채충순 등이 다시 의논하여, “군교들이 많아 행군이 더디게 되면 간악한 무리들이 먼저 손을 쓸까 두렵습니다. 십여 명만 보내 지름길로 가서 맞이해 와야만 합니다.”라고 건의하였다. 왕이 이를 그렇게 여기고,
“차라리 내가 친히 선위(禪位)하고 싶으니 빨리 보내 늦지 말도록 하시오. 만약 나의 병이 나을 경우에는 성종께서 나를 책봉하였던 전례와 같이 일찌감치 후사를 못박아 놓으면 왕위를 넘겨다보는 자들이 없을 것이오. 나에게 아들이 없어 후계자가 결정되지 않았으므로 사람들의 마음이 흔들리니 이것은 나의 허물이오. 종묘사직의 원대한 계획으로 이보다 더 큰 것이 없으니 경들은 각자 정성을 다하시오.”라 하며 마침내 눈물을 흘리니 채충순도 울었다.
왕이 채충순을 시켜 대량원군에게 주는 글을 초안하도록 한 뒤 몸소 먹을 갈아주자, 채충순이, “제가 갈아서 쓰겠으니 옥체를 수고롭게 하지 마소서.”라고 사양하였다. 그러나 왕은, “마음이 너무 바빠 힘든 것도 알지 못하겠소.”라고 하였다. 그 글은 다음과 같았다.
예로부터 국가의 대사는 평소 미리 결정해 두어야 인심이 안정되는 법이다. 내가 병석에 눕자 간악한 무리들이 왕위를 넘겨다보고 있으니 이는 과인이 미리 대비하지 못해 후사를 결정해두지 못했기 때문이다. 경은 태조의 적손이니 속히 출발해서 여기로 오도록 하라. 과인이 죽기 전에 얼굴을 마주해 종묘사직을 맡기면 죽어도 여한이 없겠다. 만약 내 수명이 더 연장된다면, 경을 동궁(東宮)에 머물게 하여 여러 사람들의 마음을 안정시키겠노라.

왕이 또 그 말미에, “길이 험하니 간악한 놈들이 잠복하고 있다가 불의의 변을 일으킬까 두렵다. 부디 조심해 오도록 하라.”고 쓰게 하였다. 당시 합문사인(閤門舍人) 유행간(庾行簡)은 대량원군의 왕위계승을 반대했으므로 왕은 일이 누설될까 염려하여 채충순에게, 유행간이 이 사실을 알지 못하게 하라고 당부하였다. 이렇게 쓴 편지를 황보유의 등에게 주어 신혈사로 가서 대량원군을 맞이해다가 왕으로 옹립하니 이 사람이 현종이다.
현종(顯宗)은 채충순을 직중대(直中臺)로 삼았고, 얼마 뒤 이부시랑 겸 좌간의대부(吏部侍郞 兼左諫議大夫)로 승진시켰다. 왕이 거란(契丹)을 피해 남쪽으로 갈 때, 채충순이 어가(御駕)를 호종하였다. 왕이 광주(廣州)에 머무를 때 수행하던 여러 신하들이 하공진(河拱辰) 등이 포로가 되었다는 소문을 듣고는 모두 놀라고 두려워 흩어져 도망하였으나, 오직 채충순과 시랑(侍郞) 충숙(忠肅)·장연우(張延祐)·주저(周佇)·유종(柳宗)·김응인(金應仁)만 떠나지 않았다. 여러 차례 전임되어 이부상서·참지정사(吏部尙書 叅知政事)가 되었고, 추충진절위사공신(推忠盡節衛社功臣)의 칭호를 하사받았으며, 제양현개국남(濟陽縣開國男)에 책봉되었고, 식읍(食邑) 300호를 받았다.
채충순(蔡忠順)이 아뢰기를, “군사(軍士) 중에 부모의 나이가 80세 이상인 사람이 있으면, 군역(軍役)을 면제시켜 부모 곁에서 봉양하게 하고, 문무 관원으로서 부모의 나이가 70세 이상이되 다른 형제가 없는 사람은 지방관[外職]에 임명하지 말고, 그의 부모가 병이 나면 200일 휴가를 주어 돌보게 하시옵소서.”라고 건의하자, 왕이 따랐다.
1021년(현종 12년)에 검교태위(檢校太尉)·제양현개국자(濟陽縣開國子)·식읍 5백호로 책봉되었고, 보국공신(輔國功臣)으로 칭호를 올려주었다. 얼마 뒤 내사시랑평장사(內史侍郞平章事) 겸 서경유수(西京留守)로 임명되었으며, 태자 소사(太子少師)로 올랐다.
1027년(현종 18년) 문하시랑평장사(門下侍郞平章事)로 승진했고, 1028년 판서경유수사(判西京留守事)가 되었는데, 병 때문에 표문을 올려 사직을 요청하였으나 허락을 받지 못했다. 이듬해 벼슬에서 물러나, 1036년(정종 2년)에 죽으니 시호를 정간(貞簡)이라 하였다.

## 채충순이 등장한 드라마
- 《천추태후》 (KBS, 2009년) 배우 : 김효원
- 《고려 거란 전쟁》 (KBS, 2023년) 배우 : 한승현